# Pic de la Fossa del Gegant
El Pic de la Fossa del Gegant és una muntanya de 2.807,7 metres d'altitud que es troba entre el municipi de Queralbs, a la comarca catalana del Ripollès i la Vall de Carançà, del terme comunal de Fontpedrosa, a la del Conflent.
És a l'extrem meridional del terme de Fontpedrosa i al septentrional del de Queralbs, a llevant del Coll de Noufonts, o de les Nou Fonts, i a ponent del Coll de Noucreus. És el límit sud-oest del circ on s'origina el Torrent de Carançà, anomenat la Fossa del Gegant. L'etnòleg i folklorista Joan Amades recollí la llegenda de la lluita de la Fossa del Gegant entre el cavaller Rotllà i el gegant Ferragut.